# Windows Movie Maker
Windows Movie Maker (i Windows 7 tidigare känt som Windows Live Movie Maker) var ett enklare program för videoredigering, som ingick i operativsystemet Microsoft Windows sedan versionen Windows Me och som kunde installeras valfritt sedan Windows 7.
Programmet kunde användas för att överföra ljud och video från en digital videokamera till datorn. Detta material, och motsvarande material från andra källor, kunde sedan användas tillsammans med stillbilder i filmer. Windows Movie Maker var indelat i tre huvuddelar: fönster, storyboard/tidslinje och visningsfönster.

## I Windows 7 och Windows 8
Microsoft meddelande 2008 att Windows Movie Maker inte skulle följa med i Windows 7, detta för att minska operativsystemets storlek. Programmet, som döptes om till Windows Live Movie Maker, kunde istället valfritt installeras som är en del i Windows Live-produkterna. Det samma skedde med Windows Fotogalleri och Windows Mail. Den 20 augusti 2009 lämnade Windows Live Movie Maker betastadiet.
Sedan en uppdatering i augusti 2012 (inför lanseringen av Windows 8) så kallas programmet återigen för Windows Movie Maker, men installationen är fortfarande valfri.

## Versioner
| 2000 | Windows Movie Maker 1.0 i Windows Me                                       |
| 2001 | Windows Movie Maker 1.1 i Windows XP                                       |
| 2002 | Windows Movie Maker 2.0 för Windows XP                                     |
| 2004 | Windows Movie Maker 2.1 i Windows XP (Service Pack 2) och (Service Pack 3) |
| 2004 | Windows Movie Maker 2.5 i Windows XP Media Center Edition 2005             |
| 2006 | Windows Movie Maker 2.6 för Windows Vista                                  |
| 2006 | Windows Movie Maker 6.0 i Windows Vista                                    |
| 2009 | Windows Live Movie Maker 2009                                              |
| 2010 | Windows Live Movie Maker 2011                                              |
| 2012 | Windows Movie Maker 2012                                                   |